# Ollinsaari (ö i Kajanaland, Kehys-Kainuu)
Ollinsaari är en halvö i Finland. Den ligger i sjön Lassinlampi och i kommunen Puolango i den ekonomiska regionen  Kehys-Kainuu  och landskapet Kajanaland, i den centrala delen av landet, 500 km norr om huvudstaden Helsingfors.